# Windpark Düren-Arnoldsweiler
Der Windpark Düren-Arnoldsweiler befindet sich im nördlichen Stadtgebiet von Düren in Nordrhein-Westfalen direkt an der Bundesautobahn 4 und besteht aus vier Windkraftanlagen.

## Lage
Der Windpark liegt in der Gemarkung Im Oberzierer Feld, am äußersten Rand des Stadtgebiets von Düren im Stadtteil Arnoldsweiler, angrenzend an die Gemeinde Niederzier und ihre Ortsteile Huchem-Stammeln, Oberzier und Ellen. Die Braunkohletagebaue Hambach und Inden befinden sich ebenfalls in der näheren Umgebung. Südlich an den Windpark angrenzend verläuft die Bundesautobahn 4. Nordwestlich und östlich führen mehrere Freileitungstrassen für Höchstspannung zur Umspannanlage Oberzier vorbei.

## Geschichte

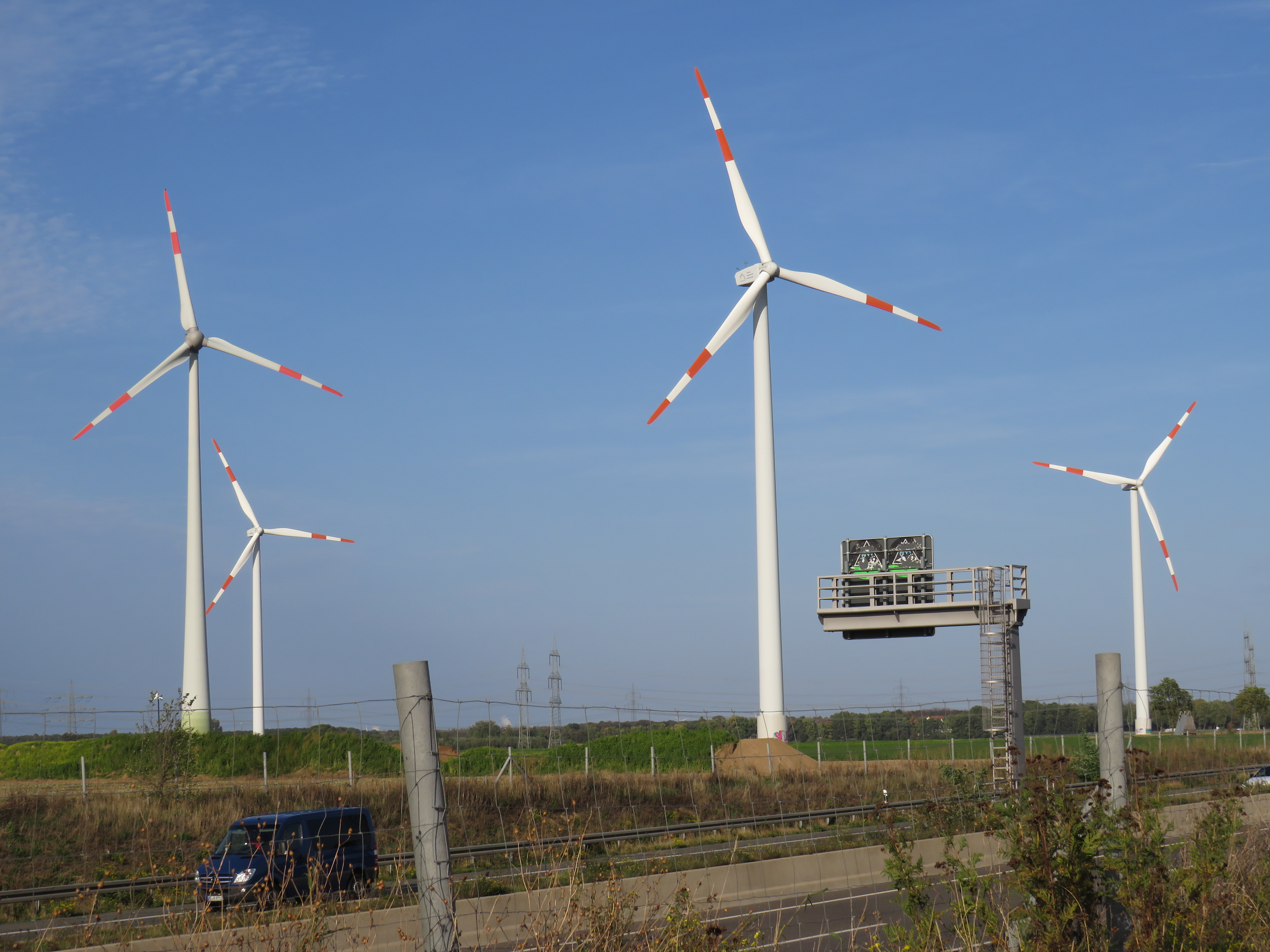
Oktober 2019, die Enron-Anlagen sind noch in Betrieb

Die ersten drei Windkraftanlagen wurden im Jahr 2001 durch die Firma Umweltkontor AG errichtet. Es handelt sich dabei um den Anlagentyp Enron Wind 1.5s des US-amerikanischen Konzerns Enron, der Ende des Jahres 2001 Insolvenz anmeldete und dessen Windsparte infolgedessen im Juni 2002 von General Electric übernommen wurde. Auch die Umweltkontor AG musste 2004 schließlich Insolvenz anmelden. Jede Anlage hat eine Nennleistung von 1,5 MW bei einem Rotordurchmesser von 71 m und einer Nabenhöhe von 65 m. Durch dieselbe Firma wurde ebenfalls 2001 ein weiterer Windpark im Dürener Stadtteil Distelrath mit baugleichen Anlagen errichtet.
Im Jahr 2011 wurde der Windpark um eine Anlage des Typs ENERCON E-82 E2 des Herstellers Enercon erweitert. Diese Anlage hat eine Nennleistung von 2,3 MW bei einem Rotordurchmesser von 82 m und einer Nabenhöhe von 108 m. Betreiber dieser im Mai 2011 in Betrieb genommenen Anlage ist die Firma BMR energy solutions GmbH aus Geilenkirchen.

### Repowering
Ein Ersatz der mittlerweile 20 Jahre alten Enron-Anlagen durch leistungsstärkere Modelle war ab etwa 2020 geplant. Die Stadt Düren stimmte den Plänen im Februar 2021 zu. Ausschlaggebend für das Repowering in Arnoldsweiler war auch das Fehlen weiterer, noch freier Konzentrationszonen für Windenergie im Dürener Stadtgebiet und die Höhenbeschränkung im nahegelegenen Windpark Distelrath aufgrund des nahen Fliegerhorsts Nörvenich, was die Anlagenauswahl einschränkt.
Ausführendes Unternehmen beim Repowering war die Firma BMR energy solutions. Hierbei sollten die drei Anlagen der Firma Enron am selben Standort durch drei Anlagen der Firma Nordex jeweils 5,7 MW Nennleistung ersetzt werden. Jede einzelne der neuen Anlagen weist somit eine höhere Leistung auf als die drei Altanlagen zusammen, die Gesamtleistung des Parks steigt somit um mehr als das Dreifache.
Mit dem Abbau der drei Altanlagen wurde Ende August 2024 begonnen. Das Material der alten Fundamente wurde für den Bau der Kranstellflächen wiederverwertet. Im Oktober begann dann der Bau der neuen Anlagen. Die Errichtung folgte ab März 2025, Stand Juni 2025 waren alle drei Anlagen bereits in Betrieb.
Jede der neuen Nordex-Anlagen (Modell N149/5.7) hat eine Nabenhöhe von 105 m bei einem Rotordurchmesser von 149 m, was eine Gesamthöhe von 179,5 m ergibt.

## Aufbau
| Typ             | Leistung | Nabenhöhe | Rotor- durchmesser | Gesamthöhe | Anzahl | Baujahr | Projektierer              | Betreiber | Bemerkungen                                 |
| --------------- | -------- | --------- | ------------------ | ---------- | ------ | ------- | ------------------------- | --------- | ------------------------------------------- |
| Enron Wind 1.5s | 1,5 MW   | 65 m      | 71 m               | 100,5 m    | 3      | 2001    | Umweltkontor AG           |           | Abgebaut August/September 2024 (Repowering) |
| ENERCON E-82 E2 | 2,3 MW   | 108 m     | 82 m               | 149 m      | 1      | 2011    | BMR energy solutions GmbH |           |                                             |
| Nordex N149/5.7 | 5,7 MW   | 105 m     | 149 m              | 170,5 m    | 3      | 2025    | BMR energy solutions GmbH |           |                                             |